# エウロパ・クリッパー
エウロパ・クリッパー (Europa Clipper) は、ジェット推進研究所、応用物理学研究所、アメリカ航空宇宙局 (NASA) が共同で開発し、2024年10月14日に打ち上げた、木星の衛星エウロパを観測するための大型探査機である。2030年の到達を予定している。

## 概要
エウロパ・クリッパーはエウロパを周回する軌道には入らないが、木星を周回しながらエウロパ上空の低高度を45回フライバイすることが構想されている。探査機には、氷の中を探知するレーダー、短波長の赤外線分光器、地形を撮影するためのカメラ、イオンと中性粒子の質量分析計が搭載される予定である。
2021年7月23日、予定されていたSLSに代わりスペースXのファルコンヘビーで打ち上げられることが決まった。SLS請負業者の、アメリカ合衆国議会を通した圧力は強かったが、それ以上にSLSはコスト超過、スケジュール遅延、振動の問題が大きすぎた。

## 打ち上げ
打ち上げは当初2024年10月10日の予定であったが、ハリケーン・ミルトンの影響で延期された。
ファルコンヘビーにより2024年10月14日の月曜日の東部夏時間午後12時6分、日本時間15日火曜日午前1時6分にケープ・カナベラルの39A発射台から打ち上げられた。
ファルコンヘビーには2段式ロケットと2つのサイドブースターがある。サイドブースターが分離した後、センターコアは大西洋に着水する。その後、第2段が点火、フェアリングを分離し、落下したフェアリングは再利用される。一旦待機軌道に入ったあと、打ち上げ約50分後にロケットの第2段エンジンが再点火され、地球の脱出速度まで加速の後に探査機が分離する。サイドブースターは6回目の再利用、センターコアは新品であったが、いずれも重たい探査機の初速を稼ぐ必要があったため、使い捨てられた。
打ち上げ約1時間後の午後1時13分にはオーストラリアのキャンベラにあるディープスペースネットワーク施設との通信が確立、探査機の状態が良好であることが確認された。